# Winfried Remy
Winfried Remy (* 21. März 1924 in Breslau; † 31. Dezember 1995) war ein deutscher Paläobotaniker. Er war Professor an der Universität Münster.

## Leben
Remy wuchs in Berlin auf und studierte Geologie an der Humboldt-Universität, wo er Student von Walther Gothan war und mit einer unter diesem angefertigten Arbeit über Paläobotanik an der Universität Tübingen promoviert wurde (aus politischen Gründen konnte er damals nicht in Ostberlin promovieren). Thema der Dissertation waren Fruktifikationen von Pteridospermae. 1954 wurde er Nachfolger von Gothan in Berlin als Leiter des Instituts für Paläobotanik der Akademie der Wissenschaften in Ostberlin. 
Nach dem Bau der Berliner Mauer 1961 zog er in den Westen und ging als Dozent an die Universität Münster, wo er 1965 eine Professur erhielt und 1968 Leiter der neu gegründeten Forschungsstelle für Paläobotanik wurde. 1966 gründete er dort die Zeitschrift Argumenta Palaeobotanica und fungierte bis zu ihrer letzten Erscheinen 1991 als deren Herausgeber. 1989 wurde er emeritiert, blieb aber wissenschaftlich aktiv.
Remy arbeitete und publizierte viel mit seiner Frau, der Paläobotanikerin Renate Remy (1927–2015). Schwerpunkt seiner Arbeit waren Paläobotanik von Karbon und Perm (Biostratigraphie, Fruktifikationen, in situ Pollen und Sporen, Anatomie). Ab Mitte der 1970er Jahre verlagerte sich sein Forschungsschwerpunkt auf die ersten Landpflanzen im Devon (Rhynie Chert in Schottland und Deutschland).
Er war Ehrenmitglied der paläobotanischen Sektion der Botanical Society of America, die einen Preis zu seinen Ehren und der von Renate Remy vergibt, und korrespondierendes Mitglied der Botanical Society of America. Er erhielt die erste Jongmans Medal, eine niederländische Auszeichnung in Paläobotanik.

## Schriften (Auswahl)
Aufsätze
- Lower Devonian gametophytes. Relation to the phylogeny of land plants. In: Science, Band 215 (1982), S. 1625–1627. ISSN 0036-8075
- zusammen mit Patricia G. Gensel und Hagen Hass: The gametophyte generation of some Early Devonian plants. In: International Journal of Plant Science, Band 154 (1993), S. 35–58. ISSN 1058-5893
- zusammen mit Hagen Hass: Gametophyten und Sporophyten im Unterdevon. Fakten und Spekulationen. In: Argumenta Palaeobotanica, Band 8 (1991), S. 193–223. ISSN 0587-5404
- zusammen mit Renate Remy: Devonian gametophytes with anatomically preserved gametangia. In: Science, Band 208 (1980), S. 295–296. ISSN 0036-8075

Bücher
- zusammen mit Walther Gothan: Steinkohlenpflanzen. Leitfaden zum Bestimmen der wichtigsten pflanzlichen Fossilien des Paläozoikums im rheinisch-westfälischen Steinkohlengebiet. Verlag Glückauf, Essen 1957
- zusammen mit Renate Remy: Pflanzenfossilien. Ein Führer durch die Flora des limnisch entwickelten Paläozoikums. Akademie Verlag, Berlin 1959.
- zusammen mit Renate Remy: Die Floren des Erdaltertums. Einführung in die Morphologie, Anatomie, Geobotanik und Biostratigraphie der Pflanzen des Paläophytikums. Verlag Glückauf, Essen 1977, ISBN 3-7739-0188-7.